# Weltrundfunkverein
Der Weltrundfunkverein war seit 1929 der deutschsprachige Name einer europäischen Organisation, die 1925 als Internationale Radio-Union IRU (französisch Union Internationale de Radiophonie) gegründet wurde. Sie war eine Abspaltung des Internationalen Telegraphenvereins (heute Internationale Fernmeldeunion, ITU) und sah ihre Aufgabe in der Regulation von grenzüberschreitenden Sendefrequenzen europäischer Hörfunksender.
Der Hauptsitz befand sich in Genf. Gründungsmitglieder waren im Jahr 1925 Rundfunkgesellschaften aus den 12 Ländern Deutschland, Österreich, Belgien, Dänemark, Spanien, Frankreich, Großbritannien, Norwegen, Niederlande, Schweden, Schweiz und Tschechoslowakei. Erweiterungen auf weitere Länder gab es 1929, 1936 und 1938.
Als Nachfolge der IRU entstanden nach dem Zweiten Weltkrieg die Europäische Rundfunkunion (englisch European Broadcasting Union EBU) und die Internationale Rundfunkorganisation (französisch Organisation Internationale de Radiodiffusion OIR).

## Tätigkeit
1927 wurde in Brüssel eine Kontrollstelle für Sendefrequenzen eingerichtet, die unter Leitung des Direktors vom Technischen Komitee stand.